# Дигилевка
Дигилевка — село в Городищенском районе Пензенской области России. Административный центр Дигилевского сельсовета.

## География
Село находится в восточной части Пензенской области, в лесостепной зоне, на правом берегу реки Дерилейки, на расстоянии примерно 12 километров (по прямой) к востоку от города Городище, административного центра района. Абсолютная высота — 256 метров над уровнем моря.
Климат
Климат характеризуется как континентальный, с холодной зимой и жарким летом. Среднегодовая температура — 3,1 °C. Средняя температура воздуха самого холодного месяца (января) составляет −12,9 °C; самого тёплого месяца (июля) — 19 °C. Годовое количество атмосферных осадков — 673 мм, из которых 415 мм выпадает в период с апреля по октябрь. Снежный покров держится в среднем 146 дней.

## Население
| 1718  | 1864  | 1877 | 1897  | 1911  | 1926  | 1930  |
| ----- | ----- | ---- | ----- | ----- | ----- | ----- |
| 148   | ↗665  | ↗799 | ↗1176 | ↗1434 | ↗1594 | ↗1795 |
| 1939  | 1959  | 1979 | 1989  | 1996  | 2002  | 2010  |
| ↘1340 | ↘1213 | ↘988 | ↘715  | ↘668  | ↘553  | ↘416  |

Половой состав
По данным Всероссийской переписи населения 2010 года в гендерной структуре населения мужчины составляли 48,3 %, женщины — соответственно 51,7 %.
Национальный состав
Согласно результатам переписи 2002 года, в национальной структуре населения мордва составляла 80 % из 553 чел.